# آراء مسيحية حول الجحيم

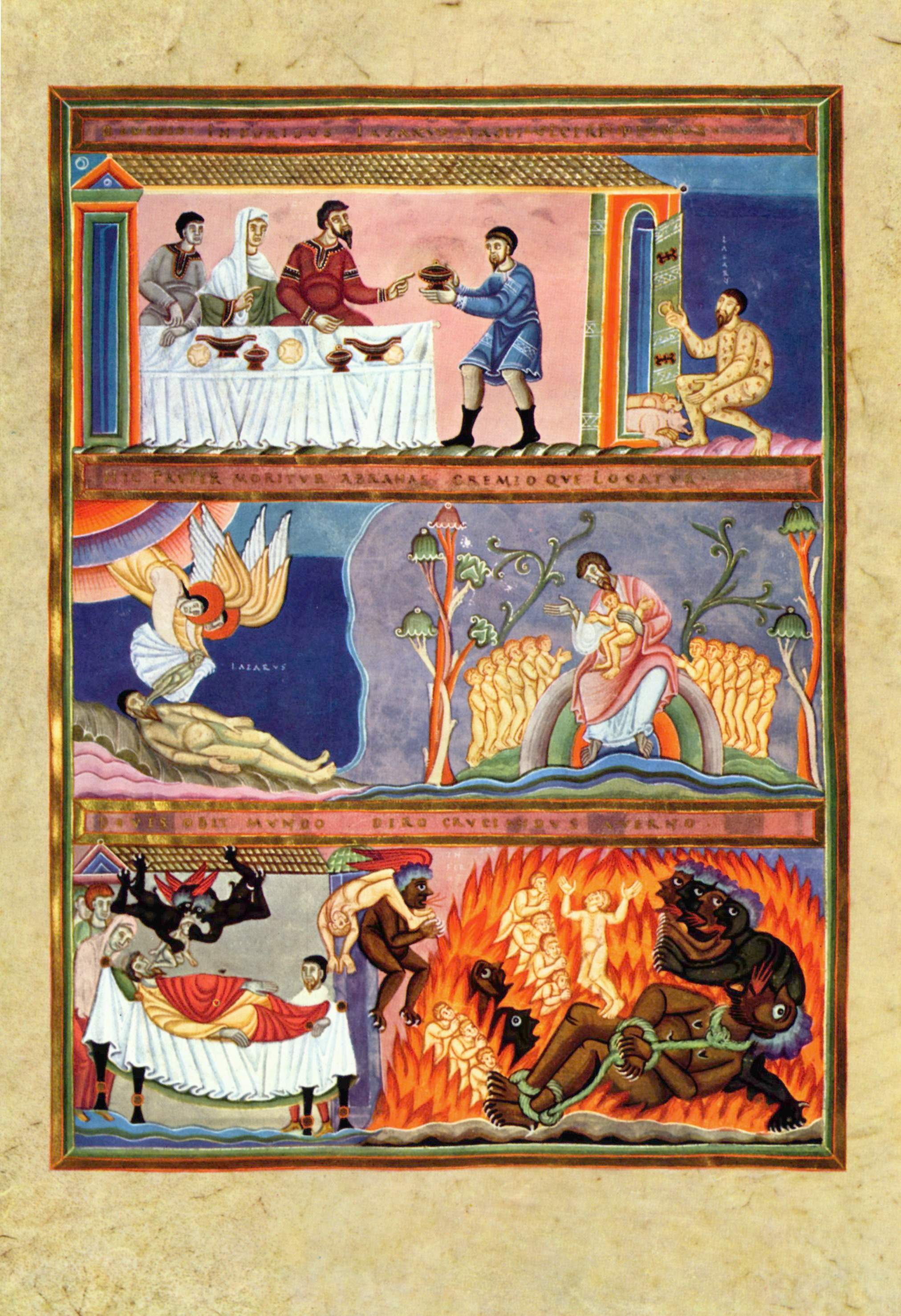
لعازر والرجل الغني

هاديس، حسب الطوائف المسيحية المختلفة، هو «مكان أو مدينة الأرواح الماضية». والمعروف أيضًا باسم الجحيم، ويُسمى باسم إله الموت اليوناني.

## الكتاب المقدس
في الكتاب المقدس، العهد القديم في الترجمة السبعينية، يتم استخدام ᾅδης المصطلح اليوناني (الهاوية) لترجمة الكلمة العبرية שאול (شيول)، ومثال ذلك، في إشعيا 38:18. وفي النص المتلقى من العهد الجديد، التي تستند إليها نسخة الملك جيمس، تظهر كلمة «هاديس» أحد عشر مرة، لكن الطبعات النقدية لنص كورنثوس الأولى تحتوي على كلمة «الموت» بدلاً من «هاديس». وهاديس مكان ليس له علاقة بالثواب أو العقاب.
يرتبط الموت والجحيم مرارًا وتكرارًا في سفر الرؤيا. تظهر كلمة «هاديس» في وعد يسوع لبطرس: «وأقول لك أيضًا، إنك بطرس، وعلى هذه الصخرة سأبني كنيستي؛ وأبواب الجحيم لن تسود عليها»، وفي تحذير لكفرناحوم: «وأنت، كفرناحوم، ترفع إلى السماء؟ تنزل إلى حادس».